# Jean-Sébastien Giguère
Jean-Sébastien „J. S.“ Giguère (* 16. Mai 1977 in Montréal, Québec) ist ein ehemaliger kanadischer Eishockeytorwart, der im Verlauf seiner aktiven Karriere zwischen 1993 und 2014 unter anderem 649 Spiele für die Hartford Whalers, Calgary Flames, Anaheim Ducks und Toronto Maple Leafs und Colorado Avalanche in der National Hockey League bestritten hat. Giguère gewann mit den Anaheim Ducks im Jahr 2007 den Stanley Cup, nachdem er mit dem Team bereits vier Jahre zuvor im Finale gestanden hatte und damals mit der Conn Smythe Trophy ausgezeichnet worden war. Im Jahr 2004 errang er mit der kanadischen Nationalmannschaft den Weltmeistertitel.

## Karriere
Giguère startete seine Karriere bei den Junioren in der Ligue de hockey junior majeur du Québec beim Collège Français de Verdun, wechselte aber 1994 nach seinem ersten Jahr innerhalb der Liga zu den Halifax Mooseheads. Während dieser Zeit wurde der Torwart beim NHL Entry Draft 1995 von den Hartford Whalers aus der National Hockey League in der ersten Runde an 13. Position ausgewählt. Er spielte noch zwei Jahre in Halifax, erhielt aber bereits zum Ende der Saison 1996/97 die Gelegenheit zu acht NHL-Spielen. Im Juni 1997 wurden die Whalers nach Raleigh im Bundesstaat North Carolina umgesiedelt und spielten dort unter dem Namen Carolina Hurricanes, womit sie die Transferrechte des Kanadiers übernahmen.

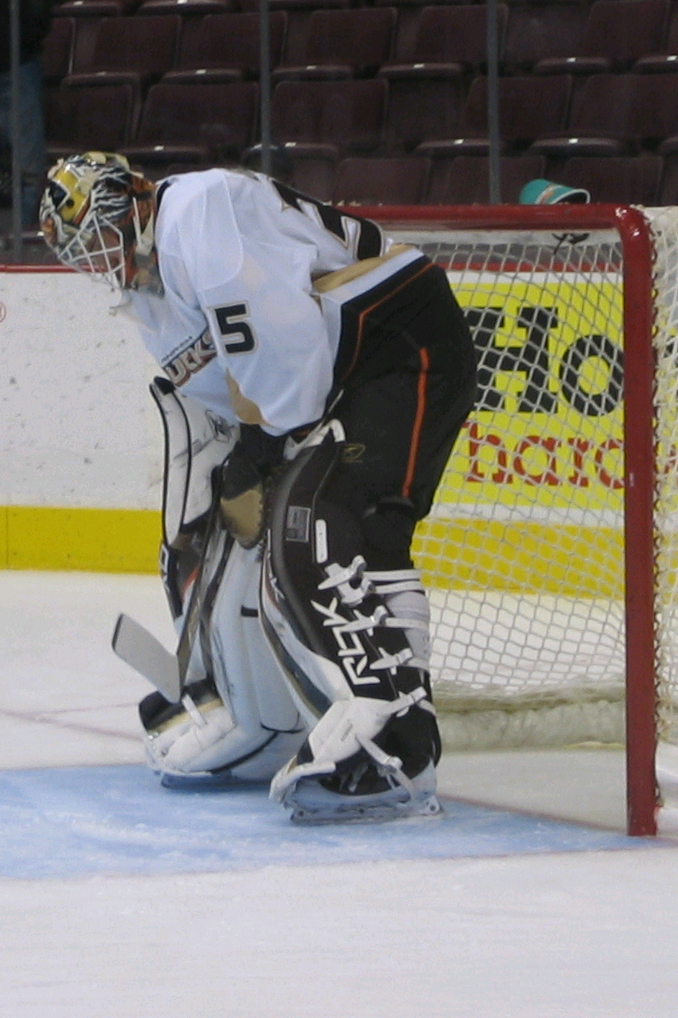
Giguère im Trikot der Anaheim Ducks

Im August 1997 wurde Giguère zusammen mit Andrew Cassels im Austausch für Gary Roberts und Trevor Kidd zu den Calgary Flames transferiert. Bei den Flames kam er in zwei Jahren zu lediglich 22 Einsätzen und fand sich zumeist im Farmteam, den Saint John Flames, in der American Hockey League wieder. Dies änderte sich, als er im Juni 2000 im Tausch für ein Zweitrunden-Wahlrecht im NHL Entry Draft 2000 zu den Mighty Ducks of Anaheim transferiert wurde. Dort kam er in seinem ersten Jahr bereits auf 34 Spiele und hielt über 90 % der Schüsse auf sein Tor. Seit seiner Leistung im Herbst 2002, als er 237 Minuten und 7 Sekunden (drei aufeinanderfolgende Shutouts) ohne Gegentor blieb, was die drittlängste jemals aufgezeichnete Serie im modernen Eishockey darstellt, gehörte er zu den stärksten Torhütern der Liga. Die Stanley-Cup-Playoffs 2003 brachten einen der Höhepunkte seiner Karriere mit sich, als er mit den Mighty Ducks das Stanley-Cup-Finale erreichte. Dort scheiterte der Schlussmann aber an den New Jersey Devils. Trotzdem wurde er aufgrund seiner fünf Shutouts und der Fangquote von 94,5 % in den Playoffs mit der Conn Smythe Trophy ausgezeichnet.
Nach einer weiteren Spielzeit, in der das Team den Einzug in die Playoffs verpasste, folgte der Lockout der NHL-Saison 2004/05. Giguère pausierte zunächst einige Monate, ehe er im Januar 2005 ein Angebot der Hamburg Freezers aus der Deutschen Eishockey Liga annahm. Für diese bestritt er im restlichen Saisonverlauf insgesamt acht Spiele. Mit Beginn der Saison 2005/06 kehrte der Kanadier nach Anaheim zurück, hatte er immer wieder kleinere und größere Schwierigkeiten. Zuerst mit dem um einiges jüngeren Ersatztorhüter Ilja Brysgalow, der für einen Ersatztorhüter öfters während einer Saison spielte, anschließend nahm ihm der Schweizer Torhüter Jonas Hiller vorübergehend den Stammplatz ab. In den Stanley-Cup-Playoffs 2006 hatte Brysgalow seinen Konkurrenten Giguère mit seinen starken Leistungen vorübergehend verdrängt. Giguère kam während der Play-offs nur auf sechs Einsätze. Im folgenden Jahr fand Giguère im Verlauf der Playoffs aber zu alter Stärke zurück und gewann mit den Anaheim Ducks den Stanley Cup. Während der Playoffs war Giguere bei 18 Einsätzen und einer Gegentorquote von 1,97 einer der besten Torhüter.
Nachdem er bereits 2003 einen auf 19,5 Millionen US-Dollar dotierten Vierjahresvertrag bei den Mighty Ducks of Anaheim unterschrieben hatte, verkündete Anaheims General Manager Brian Burke am 22. Juni 2007, dass Giguère einen neuen Vierjahresvertrag abgeschlossen habe, der ihm in diesem Zeitraum eine Summe von 24 Millionen US-Dollar garantierte. Giguère bildete nun eindeutig die Nummer eins im Tor der Ducks, da Brysgalow zwischenzeitlich zu den Phoenix Coyotes transferiert worden war. Als neuer Ersatztorhüter war der Schweizer Jonas Hiller verpflichtet worden, der in der Folge immer wieder mit Giguère den Platz im Tor der Ducks tauschte.
Am 31. Januar 2010 transferierten ihn die Ducks mittels eines Tauschhandels zu den Toronto Maple Leafs, im Austausch wechselten Vesa Toskala und der Angreifer Jason Blake nach Anaheim. Nur wenige Stunden zuvor hatte Jonas Hiller seinen Vertrag bei den Ducks um vier Jahre verlängert. Nach zwei Spielzeiten in Toronto unterschrieb Giguère am 1. Juli 2011 einen Zweijahresvertrag im Wert von 2,5 Millionen US-Dollar bei der Colorado Avalanche. Am 21. August 2014 gab Giguère seinen Rücktritt vom Profisport bekannt, nachdem er seinen auslaufenden Vertrag im Vorjahr noch einmal um ein Jahr verlängert hatte. Giguère ist der letzte Spieler, der noch für die Hartford Whalers aktiv gewesen war.

### International
Für sein Heimatland stand Giguère bei den Weltmeisterschaften 2002 und 2004 im Tor. Während er bei der Weltmeisterschaft 2001 in Deutschland lediglich zum Kader gehört hatte, aber ohne Einsatz geblieben war, absolvierte er im Jahr 2002 in Schweden insgesamt fünf der sieben Spiele der Kanadier. Als weiterer Torwart stand Marty Turco im Kader, der am Turnierende den sechsten Platz belegte. Zwei Jahre später bei den Welttitelkämpfen in Tschechien errang Giguère die Goldmedaille, bestritt als Ersatzmann von Roberto Luongo aber nur zwei Spiele.

## Erfolge und Auszeichnungen
| - 1997 Defensiver LHJMQ-Spieler des Jahres - 1997 LHJMQ Second All-Star Team - 1998 Harry „Hap“ Holmes Memorial Award (gemeinsam mit Tyler Moss) - 1998 AHL All-Rookie Team | - 2003 Conn Smythe Trophy - 2007 Stanley-Cup-Gewinn mit den Anaheim Ducks - 2009 Teilnahme am NHL All-Star-Game |

### International
- 2004 Goldmedaille bei der Weltmeisterschaft

## Karrierestatistik

### International
Vertrat Kanada bei:
- Weltmeisterschaft 2001
- Weltmeisterschaft 2002
- Weltmeisterschaft 2004

(Legende zur Torhüterstatistik: GP oder Sp = Spiele insgesamt; W oder S = Siege; L oder N = Niederlagen; T oder U oder OT = Unentschieden oder Overtime- bzw. Shootout-Niederlage; Min. = Minuten; SOG oder SaT = Schüsse aufs Tor; GA oder GT = Gegentore; SO = Shutouts; GAA oder GTS = Gegentorschnitt; Sv% oder SVS% = Fangquote; EN = Empty Net Goal; 1 Play-downs/Relegation; Kursiv: Statistik nicht vollständig)